# Modifierad newtonsk dynamik

Figure 1 - Förväntad (A) och observerad (B) hastighet hos stjärnorna som funktion av avståndet från den galaktiska medelpunkten.

Modifierad newtonsk dynamik (MOND) är en hypotes inom celest mekanik som föreslogs 1981 av Mordehai Milgrom vid Weizmann Institute i Israel. Hans grundidé var att försöka förklara varför spiralgalaxers rotationskurvor inte stämmer med Newtons mekanik. Senare har den utvidgats att bli ett alternativ till modellen med mörk materia. 
Den vanligaste förklaringen till att galaxernas rotationshastighet inte stämmer med mängden synlig materia är att införa extra massa i form av mörk materia, som inte avger eller reflekterar elektromagnetisk strålning och därför är osynlig men påverkar gravitationsfältet. MOND föreslår istället en modifiering av Newtons andra lag vid mycket små accelerationer, vilket om det införs på rätt sätt kan förklara rotationshastigheterna. Skillnaden är försumbart liten på jorden och det skulle därför vara mycket svårt att se tecken av detta experimentellt, men Milgrom har föreslagit experiment som skulle kunna testa hypotesen.
För att förbättra det teoretiskt fysikaliska underlaget finns numera en relativistisk version av MOND, utvecklad av Jacob Bekenstein.

## Diskussion och kritik
MOND har kritiserats för att anpassa sin matematik till en observad massavvikelse istället för att ställa upp en hypotes med förklaringsvärde på fysikalisk grund. Det främsta skälet till varför flertalet astronomer finner MOND svår att godta är därför att den är helt empirisk, ungefär som Titius-Bodes lag. Den är en enfråge-hypotes, som beskriver dynamiken hos ett accelererat objekt med en ad hoc ekvation utan fysikaliskt förklaringsvärde. 
Jacob Bekensteins bidrag har dock ännu inte rönt allmän acceptans. MOND är för närvarande en minoritetsteori inom det astrofysikaliska forskarsamfundet.
Fysikaliska observationer under det senaste årtiondet visar att MOND får svårare och svårare att överensstämma med data. Kolliderande galaxkluster (se nedan) är ett exempel på detta.
MOND har även svårt att förklarara WMAP-mätningarna av den kosmiska bakgrundsstrålningen eller rotationskurvan hos till exempel Andromedagalaxen.
MOND nämndes tidigare som en möjlig förklaring till den så kallade Pioneeranomalin, några rymdsonders observerade avvikelse från förväntad rörelse som lockade fram förklaringar från många förslagsställare. Sedan 2012 betraktas emellertid Pioneeranomalin som förklarad av känd fysik, den anisotropa värmestrålningen från sondernas radioisotopgeneratorer och vetenskapliga instrument.

## Belägg för mörk materia
Som mörk materia brukar man både räkna kända massaförekomster, som bruna dvärgar och neutriner, och den hypotetiska okända mörka materien. Den sammanlagda massan hos de kända förekomsterna räcker inte till för att förklara observerade gravitationella effekter och man räknar därför med en stor förekomst av någon form av materia som inte ingår bland Standardmodellens partiklar. Data från bland annat WMAP indikerar att 23 % av universums totala energi utgörs av mörk materia.
I augusti 2006 rapporterade en forskargrupp som bland annat använt Nasas Chandra-teleskop och Hubbleteleskopet att de sett direkta belägg för mörk materia i en kollision mellan två galaxkluster, där den synliga materien separerats från den mörka materien (se Bullet Cluster). Denna upptäckt av mörk materia innebär att behovet av MOND minskar, men det betyder inte nödvändigtvis att modifiering av Newtons andra lag är opåkallad. Vidare vet man fortfarande inte om den mörka materien finns i tillräcklig mängd för att förklara observationsdata.